# Bisetocreagris latona
Espèce
Synonymes
- Orientocreagris latona Ćurčić, 1985

Bisetocreagris latona est une espèce de pseudoscorpions de la famille des Neobisiidae.

## Distribution
Cette espèce est endémique du Tadjikistan. Elle se rencontre  vers Varzob.

## Description
La femelle holotype mesure 3,30 mm.

## Systématique et taxinomie
Cette espèce a été décrite sous le protonyme Orientocreagris latona par Ćurčić en 1985. Elle est placée dans le genre Bisetocreagris par Dashdamirov et Schawaller en 1992.

## Étymologie
Cette espèce est nommée en référence à Latone.

## Publication originale
- Ćurčić, 1985 : A revision of some species of Microcreagris Balzan, 1892 (Neobisiidae, Pseudoscorpiones) from the USSR and adjacent regions. Bulletin of the British Arachnological Society, vol. 6, no 8, p. 331-352 (texte intégral).